# Obertshausen
Obertshausen é um município da Alemanha, situado no distrito de Offenbach, no estado de Hesse. Tem 13,62 km² de área, e sua população em 2019 foi estimada em 24.982 habitantes.